# Marie Gabrielle en Bavière
Ne doit pas être confondu avec Marie Gabrielle de Bavière ou Gabriele de Bavière.
Marie Gabrielle en Bavière (en allemand : Marie Gabrielle Mathilde Isabelle Therese Antoinette Sabine Herzogin in Bayern), née le 9 octobre 1878 à l'abbaye de Tegernsee (Royaume de Bavière), et morte le 24 octobre 1912, à Sorrente (Italie), est une duchesse en Bavière, devenue princesse de Bavière par son mariage avec Rupprecht de Bavière, en 1900.
Elle est la sœur cadette d'Élisabeth, reine des Belges.

## Biographie

### Famille
Marie Gabrielle en Bavière est la troisième fille du duc Charles-Théodore en Bavière (1839-1909) et de son épouse l'infante Marie-Josèphe de Portugal (1857-1943).  
Marie Gabrielle a également une sœur aînée issue du premier mariage de son père avec Sophie de Saxe : Amélie Marie (1865-1912). Devenu prématurément veuf en 1867, son père Charles-Théodore s'est remarié avec Marie-Josèphe de Portugal en 1874. Ils deviennent parents de cinq enfants. Marie Gabrielle a donc aussi deux autres sœurs : Sophie (1875-1957) et Élisabeth, reine des Belges (1876-1965), ainsi que deux frères cadets : Louis Guillaume (1884-1968) et François-Joseph (1888-1912),.
Par son père, Marie Gabrielle est donc la nièce de l'impératrice Élisabeth d'Autriche, de la reine Marie des Deux-Siciles et de la duchesse d'Alençon tandis que, par sa mère, elle est la petite-fille du roi Michel Ier de Portugal (1802-1866).

### Mariage et descendance

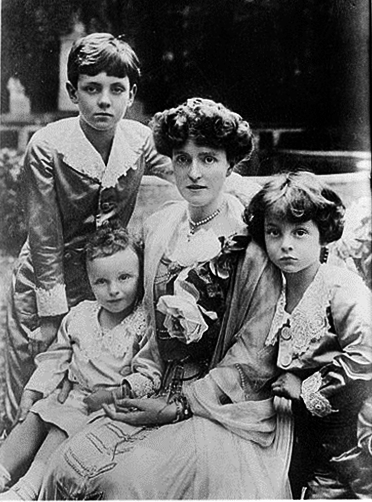
Marie Gabrielle et ses trois fils vers 1912.

Marie Gabrielle en Bavière épouse au palais royal de Munich, le 10 juillet 1900 le prince Rupprecht de Bavière, petit-fils du régent Luitpold, qui devient l'héritier du trône lors de l’avènement de son père en 1913. Le mariage est célébré en présence de nombreux représentants du Gotha. Le prince Joachim de Prusse y représente son père l'empereur allemand Guillaume II. 
Après leur mariage, le couple s'installe à Bamberg, en Bavière, où Rupprecht est à la tête d'un corps d'armée.
De cette union naissent cinq enfants, dont un seul atteint l'âge adulte, : 
1. Luitpold de Bavière (Bamberg 8 mai 1901 – Berchtesgaden 27 août 1914), mort de la poliomyélite ;
2. Irmingard de Bavière (Bad Kreuth 21 septembre 1902 – Tegernsee 21 avril 1903), morte de la diphtérie ;
3. Albert de Bavière (Munich 3 mai 1905 – Château de Berg 8 juillet 1996) ; en 1930, il épouse Maria Draskovich von Trakostján (1904-1969) (dont postérité), puis en 1971 il épouse Marie-Jenke Keglevich von Buzin (1921-1983) (sans postérité) ;
4. Princesse sans nom (mort-née à Munich le 6 décembre 1906) ;
5. Rodolphe de Bavière (Château de Nymphenburg à Munich 30 mai 1909 – Château de Nymphenburg à Munich 26 juin 1912), mort du diabète sucré.

### Voyages, deuils et mort
Marie Gabrielle et son mari voyagent fréquemment. En décembre 1902, ils embarquent à Gênes en vue d'effectuer un tour du monde à caractère scientifique, notamment en compagnie du professeur Heinrich Mayr de Munich, spécialiste de l'Extrême-Orient. Ils se rendent initialement en Inde britannique, où ils sont accueillis par le vice-roi Lord George Curzon. À Java, ils visitent trois volcans avant de se rendre à Pékin où ils sont reçus par l'impératrice douairière Cixi. Puis, ils se rendent au Japon, et reviennent par les États-Unis qu'ils visitent en mai 1903 avant de rentrer en Bavière en août. Comme ses parents, elle est une grande amoureuse de la science et de la nature, ainsi que de la poésie et de la musique.
Pendant son périple autour du monde, Marie Gabrielle est tombée gravement malade en contractant la malaria à Java. À son retour en Bavière, en août 1903, elle subit une intervention chirurgicale pour soigner une appendicite pratiquée par le professeur Kiliani. Elle s'est ensuite rétablie, bien que sa santé demeure fragile et qu'elle séjourne souvent en Italie dont le climat lui convient, notamment à Forte dei Marmi au printemps 1910. Trois deuils successifs l'atteignent en la seule année 1912 : sa sœur Amélie-Marie meurt le 26 mai 1912, suivie par son fils Rodolphe, le 26 juin, puis par son frère François Joseph le 23 septembre. Elle meurt d'une insuffisance rénale à Sorrente, près de Naples, le 24 octobre 1912, à l'âge de 34 ans.
Le 31 octobre suivant, Marie Gabrielle est inhumée en l'église des Théatins à Munich, près de ses enfants défunts. Parmi l'assistance figurent : Marie-Josèphe de Portugal, mère de la défunte, les princes Eitel-Frédéric de Prusse, Adalbert de Prusse et Oscar de Prusse, représentant leur père l'empereur allemand, l'archiduc François-Salvator de Habsbourg-Toscane, représentant l'empereur d'Autriche, son beau frère, Albert Ier roi des Belges, la grande-duchesse douairière de Luxembourg Marie-Anne de Bragance, la duchesse régnante de Luxembourg Marie-Adélaïde, plusieurs archiduchesses autrichiennes, le prince Albert Ier de Monaco, ainsi qu'une cinquantaine de princes allemands et autrichiens.
Elle n'est jamais devenue princesse héritière de Bavière car Rupprecht est devenu l'héritier du trône en 1913. Son seul enfant à avoir survécu jusqu'à l'âge adulte est son second fils Albrecht, qui succède à son père à la tête de la maison de Wittelsbach en 1955. Son mari Rupprecht se remarie le 7 avril 1921, avec la princesse Antonia de Luxembourg, cousine de Marie Gabrielle.

## Honneurs
- Dame noble de l'ordre de la Croix étoilée, Autriche-Hongrie ;
- Dame d'honneur de l'ordre de Thérèse (Royaume de Bavière) ;
- Dame de l'ordre de Sainte-Élisabeth (Royaume de Bavière).

## Hommage
La maison de la princesse Rupprecht (de) est un hôpital construit en 1914, en Namibie, alors colonie allemande, dont le nom rend hommage à la princesse Marie Gabrielle. En 2022, l'établissement, divisé en une maison de retraite et un hôtel, porte toujours le nom de la princesse.